# 6e étape du Tour de France 2020
Pour un article plus général, voir Tour de France 2020.
La 6e étape du Tour de France 2020 se déroule le jeudi 3 septembre 2020 entre Le Teil et le mont Aigoual, sur une distance de 191 kilomètres.

## Parcours
L'étape de 191 kilomètres part de Le Teil en Ardèche, se dirige au sud-ouest vers Alès (km 88), Anduze (km 104,5), puis Saint-Hippolyte-du-Fort (km 125,5) où a lieu le sprint intermédiaire, Ganges (km 138) et l'arrivée inédite se fait au sommet du Mont Aigoual situé dans le Gard qui culmine à 1 560 m d'altitude. Les 140 premiers kilomètres sont sans difficulté, avant le Cap de Coste (2,1 km à 7,3 %, 3e catégorie) depuis Sumène et l'enchaînement final col des Mourèzes (6,1 km à 4,8 %, 3e catégorie), col de la Lusette (11,7 km à 7,3 %, 1re catégorie et bonifications) et le Mont Aigoual (8,3 km à 4 %, non répertorié). Bien que le Tour de France 1987 soit déjà passé par l'Observatoire, il s'agit ici d'une arrivée inédite au point culminant du Gard.

## Déroulement de la course
Dès le km 0, les baroudeurs tentent de s'extraire du peloton. Au km 8, l'échappée est formée, on retrouve ainsi huit coureurs à l'avant : l'américain Neislon Powless (EF Pro Cycling), le belge Greg Van Avermaet (CCC Team), l'Espagnol Jesus Herrada (Cofidis), le français champion de France du contre-la-montre 2020 Rémi Cavagna (Deceuninck-Quick-Step), l'irlandais Nicolas Roche (Sunweb), l'italien Daniel Oss (Bora-Hansgrohe), le champion du Kazakhstan Alexey Lutsenko (Astana) et le norvégien Edvald Boasson Hagen (NTT). Au sprint intermédiaire de Saint-Hippolyte-du-Fort (km 125,5), Edvald Boasson Hagen passe en tête devant Daniel Oss et Greg Van Avermaet. L'allemand Roger Kluge (Lotto-Soudal) part seul à l'avant du peloton pour récupérer des points au sprint intermédiaire, tandis que Sam Bennett (Deceuninck-Quick-Step) conclue le sprint du groupe maillot jaune. Au km 146, Nicolas Roche devance Greg Van Avermaet au sommet du Cap de Coste (2,1 km à 7,3 %, 3e catégorie). En tête de peloton, l'équipe Mitchelton-Scott du maillot jaune anglais Adam Yates prend ses responsabilités au moment où le gruppetto se détache à l'arrière.
A Le Vigan, au pied de l’enchaînement menant les coureurs au Mont Aigoual, l'échappée possède un écart de 3 min 40 s sur le peloton, désormais mené par les Ineos-Grenadiers. Le col des Mourèzes (6,1 km à 4,8 %, 3e catégorie), figurant comme le pied de l'enchaînement final, est franchi par Nicolas Roche puis Jesús Herrada. Le gros morceau de ce final est le col de la Lusette (11,7 km à 7,3 %). Ce col, réputé dans la région pour sa dureté et sa route étroite et cabossée, n'avait jamais été emprunté par le Tour de France. A 20 km de l'arrivée, l'Italien Fabio Aru (UAE Emirates) se lance à l'avant mais est récupéré avant le sommet avec quelques coureurs qui avaient formé l'échappée. Tandis qu'Alexey Lutsenko s'envole à l'avant sur les pourcentages les plus difficiles. A l'arrière du peloton sont distancés Sergio Higuita,  Miguel Ángel López ou encore Enric Mas. Lutsenko passe en tête au sommet avec une avance de 30 s sur Herrada et de plus de 3 min sur le groupe maillot jaune, les trois premiers reçoivent des bonifications. Ce final se termine par un long faux-plat montant en direction de l'Observatoire (8,3 km à 4 %, non répertorié), où le champion kazakh ne cesse de creuser son écart. Alexey Lutsenko l'emporte avec 55 s d'avance sur l'Espagnol Jesús Herrada. Derrière, Greg Van Avermaet et Neilson Powless terminent, respectivement à la 3e et 4e place de l'étape à 2 min 15 s et 2 min 17 s du vainqueur. Julian Alaphilippe tente de prendre à revers le sprint du peloton en plaçant une attaque à 500 m de la ligne, prenant 1 s sur le maillot jaune et les favoris à la victoire finale.
Au niveau des classements, Adam Yates garde son maillot jaune pour 3 s sur Primož Roglič et 7 s sur Tadej Pogacar. Le maillot vert reste sur les épaules de Sam Bennett, comme le blanc à pois rouges sur celles de Benoît Cosnefroy. Le Slovène Tadej Pogačar, 3e au classement général, porte le maillot blanc du meilleur jeune à 6 s du Colombien Egan Bernal, vainqueur du dernier Tour. EF Pro Cycling est en tête du classement par équipe.

## Résultats

### Classement de l'étape
| Classement de la 6e étape | Classement de la 6e étape | Classement de la 6e étape | Classement de la 6e étape | Classement de la 6e étape |
|                           | Coureur                   | Pays                      | Équipe                    | Temps                     |
| ------------------------- | ------------------------- | ------------------------- | ------------------------- | ------------------------- |
| 1er                       | Alexey Lutsenko           | Kazakhstan                | Astana                    | en 4 h 32 min 34 s        |
| 2e                        | Jesús Herrada             | Espagne                   | Cofidis                   | + 55 s                    |
| 3e                        | Greg Van Avermaet         | Belgique                  | CCC                       | + 2 min 15 s              |
| 4e                        | Neilson Powless           | États-Unis                | EF Pro Cycling            | + 2 min 17 s              |
| 5e                        | Julian Alaphilippe        | France                    | Deceuninck-Quick Step     | + 2 min 52 s              |
| 6e                        | Bauke Mollema             | Pays-Bas                  | Trek-Segafredo            | + 2 min 53 s              |
| 7e                        | Michał Kwiatkowski        | Pologne                   | Ineos Grenadiers          | + 2 min 53 s              |
| 8e                        | Egan Bernal               | Colombie                  | Ineos Grenadiers          | + 2 min 53 s              |
| 9e                        | Richard Carapaz           | Équateur                  | Ineos Grenadiers          | + 2 min 53 s              |
| 10e                       | Adam Yates                | Royaume-Uni               | Mitchelton-Scott          | + 2 min 53 s              |
| modifier                  |                           |                           |                           |                           |

### Points attribués
| Sprint intermédiaire Saint-Hippolyte-du-Fort (km 125,5) | Sprint intermédiaire Saint-Hippolyte-du-Fort (km 125,5) | Sprint intermédiaire Saint-Hippolyte-du-Fort (km 125,5) | Sprint intermédiaire Saint-Hippolyte-du-Fort (km 125,5) | Sprint intermédiaire Saint-Hippolyte-du-Fort (km 125,5) |
| ------------------------------------------------------- | ------------------------------------------------------- | ------------------------------------------------------- | ------------------------------------------------------- | ------------------------------------------------------- |
|                                                         | Coureur                                                 | Pays                                                    | Équipe                                                  | Point(s)                                                |
| 1er                                                     | Edvald Boasson Hagen                                    | Norvège                                                 | NTT Pro Cycling                                         | 20                                                      |
| 2e                                                      | Daniel Oss                                              | Italie                                                  | Bora-Hansgrohe                                          | 17                                                      |
| 3e                                                      | Greg Van Avermaet                                       | Belgique                                                | CCC                                                     | 15                                                      |
| 4e                                                      | Alexey Lutsenko                                         | Kazakhstan                                              | Astana                                                  | 13                                                      |
| 5e                                                      | Nicolas Roche                                           | Irlande                                                 | Sunweb                                                  | 11                                                      |
| 6e                                                      | Rémi Cavagna                                            | France                                                  | Deceuninck-Quick Step                                   | 10                                                      |
| 7e                                                      | Neilson Powless                                         | États-Unis                                              | EF Pro Cycling                                          | 9                                                       |
| 8e                                                      | Jesús Herrada                                           | Espagne                                                 | Cofidis                                                 | 8                                                       |
| 9e                                                      | Roger Kluge                                             | Allemagne                                               | Lotto-Soudal                                            | 7                                                       |
| 10e                                                     | Sam Bennett                                             | Irlande                                                 | Deceuninck-Quick Step                                   | 6                                                       |
| 11e                                                     | Michael Mørkøv                                          | Danemark                                                | Deceuninck-Quick Step                                   | 5                                                       |
| 12e                                                     | Bryan Coquard                                           | France                                                  | B&B Hotels-Vital Concept                                | 4                                                       |
| 13e                                                     | Peter Sagan                                             | Slovaquie                                               | Bora-Hansgrohe                                          | 3                                                       |
| 14e                                                     | Niccolò Bonifazio                                       | Italie                                                  | Total Direct Énergie                                    | 2                                                       |
| 15e                                                     | Matteo Trentin                                          | Italie                                                  | CCC                                                     | 1                                                       |
| modifier                                                |                                                         |                                                         |                                                         |                                                         |

| Arrivée d'étape Mont Aigoual (km 191) | Arrivée d'étape Mont Aigoual (km 191) | Arrivée d'étape Mont Aigoual (km 191) | Arrivée d'étape Mont Aigoual (km 191) | Arrivée d'étape Mont Aigoual (km 191) |
| ------------------------------------- | ------------------------------------- | ------------------------------------- | ------------------------------------- | ------------------------------------- |
|                                       | Coureur                               | Pays                                  | Équipe                                | Point(s)                              |
| 1er                                   | Alexey Lutsenko                       | Kazakhstan                            | Astana                                | 30                                    |
| 2e                                    | Jesús Herrada                         | Espagne                               | Cofidis                               | 25                                    |
| 3e                                    | Greg Van Avermaet                     | Belgique                              | CCC                                   | 22                                    |
| 4e                                    | Neilson Powless                       | États-Unis                            | EF Pro Cycling                        | 19                                    |
| 5e                                    | Julian Alaphilippe                    | France                                | Deceuninck-Quick Step                 | 17                                    |
| 6e                                    | Bauke Mollema                         | Pays-Bas                              | Trek-Segafredo                        | 15                                    |
| 7e                                    | Michał Kwiatkowski                    | Pologne                               | Ineos Grenadiers                      | 13                                    |
| 8e                                    | Egan Bernal                           | Colombie                              | Ineos Grenadiers                      | 11                                    |
| 9e                                    | Richard Carapaz                       | Équateur                              | Ineos Grenadiers                      | 9                                     |
| 10e                                   | Adam Yates                            | Royaume-Uni                           | Mitchelton-Scott                      | 7                                     |
| 11e                                   | Tadej Pogačar                         | Slovénie                              | UAE Emirates                          | 6                                     |
| 12e                                   | Esteban Chaves                        | Colombie                              | Mitchelton-Scott                      | 5                                     |
| 13e                                   | Nairo Quintana                        | Colombie                              | Arkéa-Samsic                          | 4                                     |
| 14e                                   | Thibaut Pinot                         | France                                | Groupama-FDJ                          | 3                                     |
| 15e                                   | Tom Dumoulin                          | Pays-Bas                              | Jumbo-Visma                           | 2                                     |
| modifier                              |                                       |                                       |                                       |                                       |

|   | Coureur           | Pays       | Équipe  | Secondes |
| - | ----------------- | ---------- | ------- | -------- |
| 1 | Alexey Lutsenko   | Kazakhstan | Astana  | 8 s      |
| 2 | Jesús Herrada     | Espagne    | Cofidis | 5 s      |
| 3 | Greg Van Avermaet | Belgique   | CCC     | 2 s      |

|   | Coureur           | Pays       | Équipe  | Secondes |
| - | ----------------- | ---------- | ------- | -------- |
| 1 | Alexey Lutsenko   | Kazakhstan | Astana  | 10 s     |
| 2 | Jesús Herrada     | Espagne    | Cofidis | 6 s      |
| 3 | Greg Van Avermaet | Belgique   | CCC     | 4 s      |

### Cols et côtes
| Cap de Coste (km 146) 3e catégorie (2,1 km à 7,3%) | Cap de Coste (km 146) 3e catégorie (2,1 km à 7,3%) | Cap de Coste (km 146) 3e catégorie (2,1 km à 7,3%) | Cap de Coste (km 146) 3e catégorie (2,1 km à 7,3%) | Cap de Coste (km 146) 3e catégorie (2,1 km à 7,3%) |
| -------------------------------------------------- | -------------------------------------------------- | -------------------------------------------------- | -------------------------------------------------- | -------------------------------------------------- |
|                                                    | Coureur                                            | Pays                                               | Équipe                                             | Point(s)                                           |
| 1er                                                | Nicolas Roche                                      | Irlande                                            | Sunweb                                             | 2                                                  |
| 2e                                                 | Greg Van Avermaet                                  | Belgique                                           | CCC                                                | 1                                                  |
| modifier                                           |                                                    |                                                    |                                                    |                                                    |

| Col des Mourèzes (km 163) 3e catégorie (6,1 km à 4,8%) | Col des Mourèzes (km 163) 3e catégorie (6,1 km à 4,8%) | Col des Mourèzes (km 163) 3e catégorie (6,1 km à 4,8%) | Col des Mourèzes (km 163) 3e catégorie (6,1 km à 4,8%) | Col des Mourèzes (km 163) 3e catégorie (6,1 km à 4,8%) |
| ------------------------------------------------------ | ------------------------------------------------------ | ------------------------------------------------------ | ------------------------------------------------------ | ------------------------------------------------------ |
|                                                        | Coureur                                                | Pays                                                   | Équipe                                                 | Point(s)                                               |
| 1er                                                    | Nicolas Roche                                          | Irlande                                                | Sunweb                                                 | 2                                                      |
| 2e                                                     | Jesús Herrada                                          | Espagne                                                | Cofidis                                                | 1                                                      |
| modifier                                               |                                                        |                                                        |                                                        |                                                        |

| \| Col de la Lusette (km 177,5) 1re catégorie (11,7 km à 7,3%) \| Col de la Lusette (km 177,5) 1re catégorie (11,7 km à 7,3%) \| Col de la Lusette (km 177,5) 1re catégorie (11,7 km à 7,3%) \| Col de la Lusette (km 177,5) 1re catégorie (11,7 km à 7,3%) \| Col de la Lusette (km 177,5) 1re catégorie (11,7 km à 7,3%) \| \| ----------------------------------------------------------- \| ----------------------------------------------------------- \| ----------------------------------------------------------- \| ----------------------------------------------------------- \| ----------------------------------------------------------- \| \| \| Coureur \| Pays \| Équipe \| Point(s) \| \| 1er \| Alexey Lutsenko \| Kazakhstan \| Astana \| 10 \| \| 2e \| Jesús Herrada \| Espagne \| Cofidis \| 8 \| \| 3e \| Greg Van Avermaet \| Belgique \| CCC \| 6 \| \| 4e \| Neilson Powless \| États-Unis \| EF Pro Cycling \| 4 \| \| 5e \| Nicolas Roche \| Irlande \| Sunweb \| 2 \| \| 6e \| Fabio Aru \| Italie \| UAE Emirates \| 1 \| \| modifier \| \| \| \| \| |                   |            |                |          |
| Col de la Lusette (km 177,5) 1re catégorie (11,7 km à 7,3%) |                   |            |                |          |
| | Coureur           | Pays       | Équipe         | Point(s) |
| 1er | Alexey Lutsenko   | Kazakhstan | Astana         | 10       |
| 2e | Jesús Herrada     | Espagne    | Cofidis        | 8        |
| 3e | Greg Van Avermaet | Belgique   | CCC            | 6        |
| 4e | Neilson Powless   | États-Unis | EF Pro Cycling | 4        |
| 5e | Nicolas Roche     | Irlande    | Sunweb         | 2        |
| 6e | Fabio Aru         | Italie     | UAE Emirates   | 1        |
| modifier |                   |            |                |          |

### Prix de la combativité
- Nicolas Roche (Sunweb)

## Classements à l'issue de l'étape

### Classement général
| Classement général | Classement général | Classement général | Classement général | Classement général |
|                    | Coureur            | Pays               | Équipe             | Temps              |
| ------------------ | ------------------ | ------------------ | ------------------ | ------------------ |
| 1er                | Adam Yates         | Royaume-Uni        | Mitchelton-Scott   | en 27 h 3 min 57 s |
| 2e                 | Primož Roglič      | Slovénie           | Jumbo-Visma        | + 3 s              |
| 3e                 | Tadej Pogačar      | Slovénie           | UAE Emirates       | + 7 s              |
| 4e                 | Guillaume Martin   | France             | Cofidis            | + 9 s              |
| 5e                 | Egan Bernal        | Colombie           | Ineos Grenadiers   | + 13 s             |
| 6e                 | Tom Dumoulin       | Pays-Bas           | Jumbo-Visma        | + 13 s             |
| 7e                 | Esteban Chaves     | Colombie           | Mitchelton-Scott   | + 13 s             |
| 8e                 | Nairo Quintana     | Colombie           | Arkéa-Samsic       | + 13 s             |
| 9e                 | Romain Bardet      | France             | AG2R La Mondiale   | + 13 s             |
| 10e                | Miguel Ángel López | Colombie           | Astana             | + 13 s             |
| modifier           |                    |                    |                    |                    |

| Classement par points | Classement par points | Classement par points | Classement par points    | Classement par points |
| --------------------- | --------------------- | --------------------- | ------------------------ | --------------------- |
|                       | Coureur               | Pays                  | Équipe                   | Point(s)              |
| 1er                   | Sam Bennett           | Irlande               | Deceuninck-Quick Step    | 129 points            |
| 2e                    | Peter Sagan           | Slovaquie             | Bora-Hansgrohe           | 117 pts               |
| 3e                    | Alexander Kristoff    | Norvège               | UAE Emirates             | 93 pts                |
| 4e                    | Caleb Ewan            | Australie             | Lotto-Soudal             | 75 pts                |
| 5e                    | Matteo Trentin        | Italie                | CCC                      | 71 pts                |
| 6e                    | Bryan Coquard         | France                | B&B Hotels-Vital Concept | 70 pts                |
| 7e                    | Julian Alaphilippe    | France                | Deceuninck-Quick Step    | 64 pts                |
| 8e                    | Cees Bol              | Pays-Bas              | Sunweb                   | 62 pts                |
| 9e                    | Giacomo Nizzolo       | Italie                | NTT Pro Cycling          | 61 pts                |
| 10e                   | Alexey Lutsenko       | Kazakhstan            | Astana                   | 56 pts                |
| modifier              |                       |                       |                          |                       |

| Classement du meilleur grimpeur | Classement du meilleur grimpeur | Classement du meilleur grimpeur | Classement du meilleur grimpeur | Classement du meilleur grimpeur |
| ------------------------------- | ------------------------------- | ------------------------------- | ------------------------------- | ------------------------------- |
|                                 | Coureur                         | Pays                            | Équipe                          | Point(s)                        |
| 1er                             | Benoît Cosnefroy                | France                          | AG2R La Mondiale                | 23 points                       |
| 2e                              | Michael Gogl                    | Autriche                        | NTT Pro Cycling                 | 12 pts                          |
| 3e                              | Nicolas Roche                   | Irlande                         | Sunweb                          | 11 pts                          |
| 4e                              | Primož Roglič                   | Slovénie                        | Jumbo-Visma                     | 10 pts                          |
| 5e                              | Alexey Lutsenko                 | Kazakhstan                      | Astana                          | 10 pts                          |
| 6e                              | Jesús Herrada                   | Espagne                         | Cofidis                         | 9 pts                           |
| 7e                              | Tadej Pogačar                   | Slovénie                        | UAE Emirates                    | 8 pts                           |
| 8e                              | Greg Van Avermaet               | Belgique                        | CCC                             | 7 pts                           |
| 9e                              | Quentin Pacher                  | France                          | B&B Hotels-Vital Concept        | 6 pts                           |
| 10e                             | Guillaume Martin                | France                          | Cofidis                         | 6 pts                           |
| modifier                        |                                 |                                 |                                 |                                 |

| Classement général du meilleur jeune | Classement général du meilleur jeune | Classement général du meilleur jeune | Classement général du meilleur jeune | Classement général du meilleur jeune |
|                                      | Coureur                              | Pays                                 | Équipe                               | Temps                                |
| ------------------------------------ | ------------------------------------ | ------------------------------------ | ------------------------------------ | ------------------------------------ |
| 1er                                  | Tadej Pogačar                        | Slovénie                             | UAE Emirates                         | en 27 h 4 min 10 s                   |
| 2e                                   | Egan Bernal                          | Colombie                             | Ineos Grenadiers                     | + 6 s                                |
| 3e                                   | Enric Mas                            | Espagne                              | Movistar                             | + 15 s                               |
| 4e                                   | Sergio Higuita                       | Colombie                             | EF Pro Cycling                       | + 34 s                               |
| 5e                                   | Daniel Felipe Martínez               | Colombie                             | EF Pro Cycling                       | + 4 min 18 s                         |
| 6e                                   | Harold Tejada                        | Colombie                             | Astana                               | + 15 min 48 s                        |
| 7e                                   | Neilson Powless                      | États-Unis                           | EF Pro Cycling                       | + 22 min 9 s                         |
| 8e                                   | Valentin Madouas                     | France                               | Groupama-FDJ                         | + 27 min 24 s                        |
| 9e                                   | Marc Hirschi                         | Suisse                               | Sunweb                               | + 27 min 57 s                        |
| 10e                                  | Niklas Eg                            | Danemark                             | Trek-Segafredo                       | + 30 min 38 s                        |
| modifier                             |                                      |                                      |                                      |                                      |

| Classement par équipes | Classement par équipes | Classement par équipes | Classement par équipes |
|                        | Équipe                 | Pays                   | Temps                  |
| ---------------------- | ---------------------- | ---------------------- | ---------------------- |
| 1re                    | EF Pro Cycling         | États-Unis             | en 81 h 12 min 37 s    |
| 2e                     | Trek-Segafredo         | États-Unis             | + 1 min 16 s           |
| 3e                     | Jumbo-Visma            | Pays-Bas               | + 1 min 29 s           |
| 4e                     | Astana                 | Kazakhstan             | + 2 min 16 s           |
| 5e                     | Bahrain-McLaren        | Bahreïn                | + 2 min 40 s           |
| 6e                     | Movistar               | Espagne                | + 2 min 50 s           |
| 7e                     | UAE Emirates           | Émirats arabes unis    | + 4 min 41 s           |
| 8e                     | Groupama-FDJ           | France                 | + 5 min 36 s           |
| 9e                     | Ineos Grenadiers       | Royaume-Uni            | + 6 min 23 s           |
| 10e                    | AG2R La Mondiale       | France                 | + 7 min 14 s           |
| modifier               |                        |                        |                        |

## Abandon(s)
Aucun abandon.